# Fat Man
Fat Man (in italiano "uomo grasso", nome che per altro viene usato per indicare genericamente anche le prime bombe basate sul medesimo progetto) fu il criptonimo della bomba Model 1561 (Mk.2).
Fu la terza bomba atomica approntata nell'ambito del Progetto Manhattan che, al pari di "Little Boy", trovò anch'essa un'applicazione militare, come secondo e ultimo ordigno nucleare mai adoperato in combattimento, con lo sganciamento su Nagasaki, al termine del secondo conflitto mondiale. 

## Caratteristiche costruttive
La Model 1561 Mk.2 era lunga 3,34 metri, con un diametro di 1,52 metri, pesava 4 545 chilogrammi.
Dal punto di vista costruttivo, si trattava di una bomba grosso modo simile a "The Gadget" (l'ordigno di Trinity, testato il 16 luglio 1945).
La sfera di 140 centimetri di diametro intelaiata in duralluminio era racchiusa in un involucro esterno aerodinamico a forma di cocomero (le bombe di questa forma, usate anche nelle esercitazioni di lancio e nelle prove balistiche, venivano chiamate "pumpkin", "zucche", dagli equipaggi) a cui si erano aggiunti ulteriori componenti necessari per il carico, il trasporto, l'armamento e l'uso della bomba sul teatro di battaglia, come fusibili di sicurezza, sistema radar, cardini, coda stabilizzante in alluminio, barometro, orologi, antenna, ecc.
Schema della bomba:
|  | 1. Esplosivo ad alto potenziale; 2. Esplosivo a basso potenziale; 3. Intelaiatura; 4. Iniziatore modulare di neutroni; 5. Nucleo di plutonio; 6. Onda d'urto sferica di compressione del nucleo. |

Elenco dei componenti principali della bomba:
|  | 1. Fusibili di sicurezza; 2. Antenna radar; 3. Batteria utilizzata dai detonatori per produrre l'esplosione; 4. X-Unit, unità che gestisce i detonatori a filo esplodente; 5. Cardini per spostare la bomba; 6. Lente esplosiva a forma pentagonale (12 unità intorno al nucleo, formato da esplosivo sia ad alto sia a basso potenziale); 7. Lente esplosiva a forma esagonale (20 unità intorno al nucleo, formato da esplosivo sia ad alto sia a basso potenziale); 8. Coda stabilizzante in alluminio; 9. Intelaiatura di dural dal diametro di 140 centimetri; 10. Coni contenenti il nucleo; 11. Lenti esplosive (esplosivo sia ad alto sia a basso potenziale); 12. Materiale nucleare (vedi immagine della sezione del "Christy Gadget" per i dettagli interni); 13. Piastra con gli strumenti (radar barometro e orologi); 14. Collettore Barotube. |

## Impiego

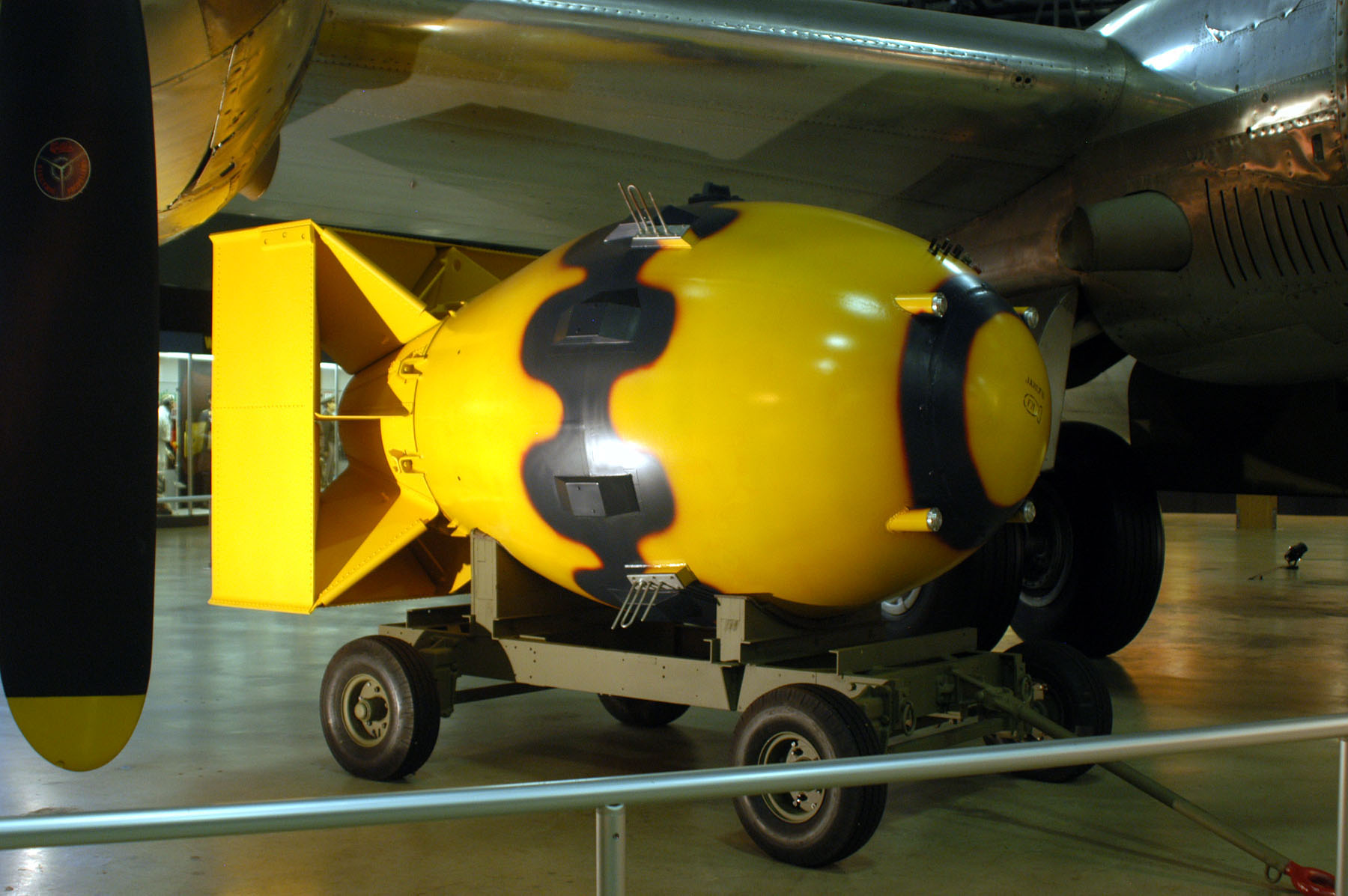
Ricostruzione di Fat Man al museo nazionale dell'USAF

Il 9 agosto 1945 alle 11:02 ora locale la bomba Model 1561 "Fat Man" fu sganciata dal bombardiere B-29 delle United States Army Air Forces denominato "Bockscar" (dello stesso reparto dell'"Enola Gay", il 509º Gruppo Misto) pilotato dal maggiore Charles W. Sweeney sullo stabilimento Mitsubishi della città di Nagasaki in Giappone.
Questa città era in realtà l'obiettivo alternativo; quello primario, la città di Kokura, era infatti coperta dalle nubi. Il dirottamento fu inoltre causato a causa di guasti tecnici relativi ai serbatoi di carburante del velivolo B-29
La bomba esplose a un'altezza di 550 metri sulla città e sviluppò una potenza di 21 chilotoni (88 TJ), una potenza dunque più elevata di quella della bomba "Little Boy" che esplose tre giorni prima su Hiroshima ma, dato che Nagasaki era costruita su un terreno collinare, il numero di morti fu inferiore a quelli prodotti dalla prima bomba.
Tra le 20 000 e le 39 000 persone perirono all'istante per l'esplosione nucleare e si stima che circa 25 000 furono i feriti.
Molte migliaia di persone, inoltre, morirono in seguito per le radiazioni.

## Evoluzione
Gli Stati Uniti d'America produssero un numero ridotto di bombe di tipo "Fat Man" (che nella sua versione definitiva, denominata Mk.3, aveva un potenziale di 19-23 chilotoni) dopo la guerra.
Queste bombe erano infatti molto delicate e non adatte per una lunga conservazione.
Il progetto venne ripreso dalla bomba "Mk.4 Fat Man" che era simile nel principio ma progettata per essere accumulata per lunghi periodi, adatta a un utilizzo anche per non esperti e dotata di un sistema di detonazione molto più sicuro ed efficiente (era basato su 60 punti di implosione rispetto ai 32 della bomba "Fat Man").

## Funzionamento
Fat Man era una bomba nucleare di tipo "A" (cioè con funzionamento a base del raggiungimento della massa critica per scatenare la fissione nucleare) però diversa dal suo predecessore Little Boy, che era una bomba con funzionamento a "cannone" composto da due blocchi di uranio-235, uno forato, cavo chiamato proiettile e l'altro di diametro minore denominato bersaglio, che veniva colpito dal "proiettile", in pochi millisecondi la massa critica veniva raggiunta e iniziavano a scatenarsi le reazioni di fissione nucleare. Questo sistema però era poco efficiente, dato che la maggior parte dell'energia sprigionata era involontariamente impiegata a ridividere i due blocchi di uranio.
Fat Man invece impiegava un sistema a implosione, cioè, come visto nelle immagini soprastanti l'esplosivo che circondava la sfera cava di plutonio-239 la faceva implodere e così si raggiungeva la  massa critica, e la sfera di Pu-239 veniva compressa a tal punto da poter autosostenere una reazione a catena, la stessa onda d'urto comprimeva l'iniziatore modulare di neutroni che di fatto faceva scatenare la reazione di fissione liberando dei neutroni che sarebbero andati a impattare contro la sfera; però per far accadere ciò c'era bisogno di un sistema molto coordinato per far detonare l'esplosivo, che con un ritardo anche di mezzo millisecondo avrebbe reso l'onda d'urto asimmetrica, rendendo così impossibile l'implosione.

## Nella cultura di massa
- Nei videogiochi Fallout 3 , Fallout: New Vegas, Fallout 4 e Fallout 76 è possibile trovare un'arma denominata "Fat Man"[4], un lanciatore da spalla a spinta pneumatica caricato a munizioni nucleari dalla forma identica a quella della bomba di Nagasaki, ma in scala notevolmente ridotta. L'arma permette di sparare le suddette micro bombe atomiche per causare enormi danni in ampie aree e contaminarle con radiazioni.
- Nel videogioco stealth Metal Gear Solid 2: Sons of Liberty, nel capitolo dedicato alla piattaforma di decontaminazione, compare un nemico che si fa chiamare "Fatman"[5]. Non ha legami specifici con l'omonima bomba atomica; Fatman è infatti un terrorista artificiere, esperto di esplosivi e affetto da disturbi della psiche.